# Mari Klaup-McColl
Mari Klaup-McColl geborene Klaup (* 27. Februar 1990 in Tartu, Estnische SSR, UdSSR) ist eine estnische Siebenkämpferin. 

## Sportliche Laufbahn
Erste internationale Erfahrungen sammelte Mari Klaup-McColl im Jahr 2007, als sie bei den Jugendweltmeisterschaften in Ostrava mit 4677 Punkten den 17. Platz belegte. Zwei Jahre darauf erreichte sie bei den Junioreneuropameisterschaften im serbischen Novi Sad mit 5084 Punkten Rang 13 und 2011 wurde sie bei den U23-Europameisterschaften in Ostrava mit 5445 Punkten Elfte. 2013 nahm sie an der Sommer-Universiade in Kasan und belegte dort mit 5837 Punkten den sechsten Platz und qualifizierte sich auch für die Weltmeisterschaften in Moskau, bei denen sie mit 5924 Punkten Rang 21 erreichte. Im Jahr darauf erfolgte die Teilnahme an den Europameisterschaften in Zürich, bei denen sie mit 5765 Punkten Rang 19 belegte. 2016 nahm sie erneut an den Europameisterschaften in Amsterdam teil, konnte dort ihren Wettkampf aber nicht beenden, wie auch bei den Europameisterschaften 2018 in Berlin. 
2012, 2015 und 2016 wurde sie estnische Meisterin im Siebenkampf.

## Persönliche Bestleistungen
- Siebenkampf: 6023 Punkte, 16. August 2015 in Rakvere
  - Fünfkampf (Halle): 4122 Punkte, 9. Februar 2020 in Tallinn